# Зазеркалье (телепередача)
«Зазеркалье» — детская телепередача 1-го канала Останкино.

## История

### Появление телепередачи
11 января 1992 году заменила собой аналогичную телепередачу «В мире сказок и приключений». Состояла из двух частей. Первая часть являлась детским телеспектаклем-миниатюрой, как правило с двумя персонажами - мальчиком и девочкой, попадавшими в сказку в которой с ними случались разные приключения, из которого зритель получал информацию о фильме-сказке. Вторая часть являлась показом самого детского кино- или телефильма. Первоначально выпускалась по субботам раз в две недели (кроме дней школьных каникул когда она не выпускалась) около 16.00 еженедельно чередуясь с кинорубрикой «Фильм детям» (показы детского художественного теле- или кинофильма без предваряющего телеспектакля-миниатюры), с 1993 года стала выпускаться в то же время по пятницам. С 14 мая 1993 года вновь выпускалась под названием «В гостях у сказки».

### Последующие передачи
С 22 июля по 2 декабря 1994 года в рамках передачи показывались в основном двухсерийные детские телефильм, передача выпускалась почти каждую неделю, с начала 1995 года передача вновь выходила раз в две недели вновь чередуясь с кинорубрикой «Фильм детям», в её рамках показывались в основном односерийные детские телефильмы. 
После передачи выпуска телепередач по 1-й программе АОЗТ «Общественное российское телевидение» 1 апреля 1995 года выпуск данной передачи по ней был прекращён, вместо него с 7 апреля по 29 сентября 1995 года транслировался телесериал «Белый клык», а с 6 октября 1995 года - различные детские кинофильмы (преимущественно отечественные), без предваряющего его телеспектакля-миниатюры.

## Факты
Роли детей (девочек) в разные годы исполняли внучка Председателя РГТРК «Останкино» Егора Яковлева и внучка Председателя КГБ СССР Вадима Бакатина. Чаще всего роль девочки (а был еще и мальчик) исполняла Кристина Казакова.